# Bulbophyllum shepherdii
Bulbophyllum shepherdii é uma espécie de orquídea (família Orchidaceae) pertencente ao gênero Bulbophyllum. Foi descrita por Ferdinand von Mueller e Heinrich Gustav Reichenbach em 1871.